# 水文站墓地
水文站墓地，位于中国青海省刚察县布哈河水文站，为青海省市县级文物保护单位，公布日期为1987年7月，类型为古墓葬。
水文站墓地的历史年代为卡约文化。